# Liste des députés de la Vendée
En France, après la période de monarchie constitutionnelle (de 1791 à 1792) — avant l’installation de la République (en 1792) — et la création des départements (en mars 1790), des députés français se voient élire dans le département de la Vendée. Leur nombre peut varier selon les époques successives mais depuis la constitution de la Cinquième République (1958), il y en avait quatre (de 1958 à 1973) et jusqu’à présent, cinq députés sont élus en Vendée et siègent à l’Assemblée nationale.

## Avant 1789
Représentants aux États généraux puis Assemblée constituante de 1789

### Généralité de Poitiers: sénéchaussée dePoitiers
- Sénéchaussées secondaires : Civray, Saint-Maixent, Fontenay-le-Comte, Lusignan, Montmorillon, Niort, Vouvant séant à la Châtaigneraie. (28 députés)

Clergé
- 1. Le Cesve (René), curé de Sainte-Triaize de Poitiers.
- 2. Dillon (Dominique), curé du Vieux-Pouzauges.
- 3. Ballard (David-Pierre), curé du Poiré-sur-Veluize.
- 4. Beaupoil de Saint-Aulaire (Martial-Louis), évêque de Poitiers.
- 5. Surade (Jacques Delion de), chanoine régulier de l'ordre de Saint-Augustin, congrégation de France et prieur-curé de Plaisance, diocèse de Poitiers.
- 6. Mercy (Marie-Charles-Isidore de), évêque et baron de Luçon.
- 7. Jallet (Jacques), curé de Chérigné.

Noblesse
- 8. Luxembourg (Anne Charles Sigismond de Montmorency, duc de), duc de Pinay et de Châtillon-sur-Loing, premier baron chrétien de France, maréchal de camp, lieutenant général de la province d'Alsace, pair de France, comte d'Olonne.
- 9. Crussol d'Uzès (Anne-Emmanuel-François-Georges de), marquis d'Amboise et de Fors, lieutenant général des armées du roi, possesseur de fiefs en la paroisse de Fors, sénéchaussée de Niort.
- 10. Lachastre (Claude, vicomte de), chevalier de Saint-Louis, gouverneur de Chatillon-sur-Indre, etc.
- 11. Loynes (François-Célestin de), chevalier de La Coudraye, ancien lieutenant de vaisseau, ordinaire vétéran de l'Académie royale de marine, demeurant au château de la Marzelle, près Luçon.
- 12. Iversay (Philippe Jouslard, comte d'), chevalier, seigneur de la Broussaye, la Groliére et le Chaffau.
- 13. Villemort (Marie-Mesmin du Bouex, marquis de), seigneur de Boissec.
- 14. Lambertye (Joseph-Emmanuel-Auguste-François, comte de), maréchal de camp, possesseur de fiefs en la paroisse de Saint-Martin-Lars, sénéchaussée de Civray.

Tiers état
- 15. Bouron (François-Anne-Jacques), avocat du roi à Fontenay-le-Comte.
- 16. Dutrou de Bornier (Jean-Félix), conseiller en la sénéchaussée de Montmorillon.
- 17. Birotheau des Burondières (Pierre-Aimé-Calixte), avocat à Saint-Gilles-sur-Vie.
- 18. Dabbaye (Louis-Jacques), président au siège royal de Melle.
- 19. Lofficial (Louis-Prosper), lieutenant général au siège royal de Vouvant, séant à la Châtaigneraie.
- 20. Agier (Charles-Guy-François), lieutenant criminel en la sénéchaussée de Saint-Maixent et procureur du roi à l'Hôtel de ville
- 21. Filleau (Charles-Blaise-Félix), conseiller en la sénéchaussée de Niort.
- 22. Thibaudeau l'aîné (René-Antoine-Hyacinthe), procureur syndic provincial du Poitou, avocat à Poitiers.
- 23. Biaille de Germon (François-Thomas), procureur du roi en la maîtrise des eaux et forêts de Fontenay-le-Comte.
- 24. Briault (Jacques), avocat à la Mothe-Sainte-Heraye.
- 25. Gallot (Jean-Gabriel), médecin à Saint-Maurice-le-Girard
- 26. Goupilleau (Jean-François-Marie), notaire et procureur à Montaigu.
- 27. Laurence l'aîné (Jacques), échevin, négociant à Poitiers.
- 28. Pervinquière de la Baudinière (Mathieu-Joseph-Séverin), avocat au parlement, sénéchal de Saint-Maixent-de-Beugné, demeurant à Fontenay-le-Comte.

#### Suppléants (7)
Noblesse
- 1. Irland de Bazôges (Pierre-Marie), comte de Bazôges, lieutenant général de la sénéchaussée et comté de Poitou.
- 2. Filleau (Henry), chevalier, seigneur des Groges, procureur du roi en la sénéchaussée de Poitiers, secrétaire de l'ordre de la noblesse.
- 3. La Rochedumaine (Charles-Gabriel-René d'Appellevoysin, marquis de), seigneur d'Appellevoysin, Bellefoy et autres lieux, maréchal de camp.

Tiers état
- 4. Charles Cochon de Lapparent, conseiller en la sénéchaussée de Fontenay-le-Comte.
- 5. Marie-Félix Faulcon, conseiller au présidial de Poitiers.
- 6. Andrault (Jean-Baptiste), bourgeois.
- 7. Maublanc de Beaupré (Antoine), avocat et procureur, bourgeois demeurant à Saint-Victurnien.

### Pays des Marches Communes Franches de Poitou et de Bretagne assemblé à Montaigu (4)
Clergé
- 1. Richard de la Vergne (Pierre), prêtre, docteur en droit, avocat en parlement de Paris, recteur de la Trinité de Clisson.

Noblesse
- 2. Juigné (Jacques-Gabriel-Louis Le Clerc, chevalier, marquis de), marquis de Montaigu, lieutenant général des armées du roi, ci-devant son ministre plénipotentiaire en Russie, gouverneur des ville et citadelle d'Arras, syndic général des Marches communes.

Tiers état
- 3. Francheteau de la Glaustière (Jacques-Alexis), avocat en parlement, député de la paroisse du Bourg-Saint-Léger.
- 4. Richard (Louis), sieur de la Vergne, docteur en médecine, trésorier des Marches communes, député de la paroisse de Boussay. Refuse son élection et est remplacé par Auvynet (Charles-Joseph), sénéchal de Montaigu.

#### Suppléants (4)
Clergé
- 1. Buor (Augustin-Hyacinthe de), prieur-curé de Saint-Étienne-de-Corcoué.

Noblesse
- 2. Monty de la Rivière (Claude de), propriétaire du lieu noble de Douet, en la paroisse de Gétigné.

Tiers état
- 3. Auvynet (Charles-Joseph), sénéchal de Montaigu. Remplace Richard qui a refusé son élection.
- 4. Tardiveau de la Bonnelière (François), propriétaire, demeurant à Boisgrassin, paroisse de la Trinité de Machecoul.

## Assemblée législative— Royaume de France (1791-1792)
Neuf députés et trois suppléants

### Députés
1. Philippe Charles Aimé Goupilleau de Montaigu, homme de loi, procureur-syndic du district de Montaigu.
2. Charles-François-Gabriel Morisson, homme de loi, administrateur du directoire du département.
3. François Maignen, administrateur du directoire du district de la Chataigneraye.
4. Joseph Mathurin Musset, curé de Falleron.
5. Joseph Marie Jacques François Gaudin, négociant, maire des Sables-d'Olonne.
6. Alexis Thiériot, homme de loi, administrateur du directoire du département.
7. Étienne Giraud, juge au tribunal du district de Fontenay-le-Comte.
8. Aimé André Perreau, homme de loi, administrateur du département, juge de paix du canton de Loge-Fougereuse.
9. Jacques-Maurice Gaudin, premier vicaire de l'évêque du département.

### Suppléants
1. Jousson (Pierre), administrateur du directoire du district de Challans à Apremont.
2. Mercier (André Charles François), homme de loi à Vouvant.
3. Boulanger (Martin Louis Joseph), juge de paix du canton de Mareuil.

## Convention nationale— Première République (1792-1795)
Neuf députés et trois suppléants

### Députés
1. Jean François Marie Goupilleau de Fontenay, secrétaire du tribunal criminel du département, ancien Constituant.
2. Philippe Charles Aimé Goupilleau de Montaigu, homme de loi, procureur syndic du district de Montaigu, ancien député à la Législative.
3. Joseph Marie Jacques François Gaudin, maire des Sables-d'Olonne, négociant, ancien député à la Législative.
4. François Maignen, administrateur du district de La Châtaigneraye, ancien député à la Législative.
5. Joseph-Pierre-Marie Fayau, administrateur du département. Est décrété d'arrestation et d'accusation les 1er et 2 prairial an III (20 et 21 mai 1795) ; est ensuite amnistié.
6. Joseph-Mathurin Musset, curé de Falleron, ancien député à la Législative.
7. Charles-François-Gabriel Morisson, administrateur du département, ancien député à la Législative.
8. Charles-Jacques-Étienne Girard-Villars, président du département.
9. Louis-Julien Garos, juge de paix à Fontenay.

### Suppléants
1. Martineau (Ambroise-Jean-Baptiste), homme de loi à Sainte-Hermine. N'a pas siégé.
2. Arnault (Jacques), homme de loi à Paris. N'a pas siégé.
3. Mercier (André-Charles-François), administrateur du département, ancien député suppléant à la Législative. N'a pas siégé.

## Conseil des Cinq-Cents(1795-1799)
- Jean-Louis Chaigneau
- Vincent Chapelain
- Joseph-Marie Gaudin
- Jean François Marie Goupilleau de Fontenay
- Michel Pierre Luminais
- Charles-François-Gabriel Morisson
- Pierre-Jean Gillaizeau
- Jacques René Chevallereau
- Philippe Charles Aimé Goupilleau de Montaigu
- Dominique Dillon

## Corps législatif (1799-1814)

### Nominations de 1799
| Portrait               | Député | Mandat                                                         |  | Mouvance          |
| ---------------------- | --- | -------------------------------------------------------------- |  | ----------------- |
| Dominique Dillon       | Dominique Dillon Né le 22 septembre 1742 à La Chapelle-Largeau (Haut-Poitou) — Décédé le 15 novembre 1806 à Pouzauges (Vendée) | 25 décembre 1799 — 1er juillet 1803 (3 ans, 6 mois et 6 jours) |  | Bonapartiste      |
| Joseph-Marie Gaudin    | Joseph-Marie Gaudin Né le 15 janvier 1754 aux Sables-d’Olonne (Bas-Poitou) — Décédé le 21 août 1818 ibidem (Vendée)            | 25 décembre 1799 — 1er mai 1800 (4 mois et 19 jours)           |  | Modérée           |
| Louis Loyau            | Louis Loyau Né le 8 juin 1744 à Monsireigne (Bas-Poitou) — Décédé le 1er juillet 1818 à Bazoges-en-Pareds (Vendée)             | 25 décembre 1799 — 1er juillet 1806 (6 ans, 6 mois et 6 jours) |  | Mouvance inconnue |
| Michel-Pierre Luminais | Michel Pierre Luminais Né le 22 décembre 1752 à Bouin (Bas-Poitou) — Décédé le 17 juin 1812 ibidem (Vendée)                    | 25 décembre 1799 — 1er juillet 1803 (3 ans, 6 mois et 6 jours) |  | Mouvance inconnue |

### Nomination de 1800
| Portrait                                       | Député | Mandat                                                        |  | Mouvance          |
| ---------------------------------------------- | --- | ------------------------------------------------------------- |  | ----------------- |
| Bernard-Charles-Élisabeth Martin des Pallières | Bernard-Charles-Élisabeth Martin des Pallières Né le 8 octobre 1767 à Saint-Domingue (Saint-Domingue) — Décédé le 17 février 1848 à Bayeux (Calvados) | 26 octobre 1800 — 1er juillet 1810 (9 ans, 8 mois et 5 jours) |  | Mouvance inconnue |

### Nomination de 1802
| Portrait               | Député | Mandat                                                     |  | Mouvance     |
| ---------------------- | --- | ---------------------------------------------------------- |  | ------------ |
| Joseph-Mathurin Musset | Joseph-Mathurin Musset Né le 1er juillet 1749 à Legé (marches de Bretagne) — Décédé le 11 avril 1831 à Neufchâteau (Belgique) | 27 mars 1802 — 1er juillet 1807 (5 ans, 3 mois et 4 jours) |  | Bonapartiste |

### Nominations de 1805
| Portrait                        | Député | Mandat                                                          |  | Mouvance          |
| ------------------------------- | --- | --------------------------------------------------------------- |  | ----------------- |
| Pierre-Paul Clemenceau          | Pierre-Paul Clemenceau Né le 29 mai 1749 à Mouchamps (Bas-Poitou) — Décédé le 10 novembre 1825 à Montaigu (Vendée)              | 24 septembre 1805 — 1er juillet 1810 (4 ans, 9 mois et 7 jours) |  | Mouvance inconnue |
| Charles-Bazile Mercier-Vergerie | Charles-Bazile Mercier-Vergerie Né le 18 janvier 1762 aux Sables-d’Olonne (Bas-Poitou) — Décédé le 25 mars 1811 à Paris (Seine) | 24 septembre 1805 — 25 mars 1811 (5 ans, 6 mois et 1 jour)      |  | Mouvance inconnue |

### Nominations de 1811
| Portrait                                 | Député | Mandat                                       |  | Mouvance          |
| ---------------------------------------- | --- | -------------------------------------------- |  | ----------------- |
| Alexis-Louis-Marie de Lespinay           | Alexis-Louis-Marie de Lespinay Né le 24 août 1752 à Chantonnay (Bas-Poitou) — Décédé le 15 février 1837 à Poitiers (Vienne)                  | 4 mai 1811 — 4 juin 1814 (3 ans et 1 mois)   |  | Mouvance inconnue |
| Séverin Pervinquière de La Baudinière    | Séverin Pervinquière de La Baudinière Né le 11 février 1760 à Fontenay-le-Comte (Bas-Poitou) — Décédé le 15 février 1837 à Poitiers (Vienne) | 4 mai 1811 — 4 juin 1814 (3 ans et 1 mois)   |  | Modérée           |
| Benjamin-François Dufougerais La Douespe | Benjamin-François Dufougerais La Douespe Né le 9 décembre 1766 à Bordeaux (Aquitaine) — Décédé le 2 septembre 1821 à Paris (Seine)           | 5 mai 1811 — 4 juin 1814 (3 ans et 30 jours) |  | Mouvance inconnue |

## Chambre des représentants (Cent-Jours)
- Louis Perreau du Magné
- Étienne Benjamin Martineau
- Louis-Gabriel Godet de La Riboullerie
- Séverin Pervinquière
- Pierre-Louis Menanteau

## Chambre des députés des départements— Première Restauration (1814-1815)
- Benjamin-François Dufougerais la Douespe
- Séverin Pervinquière
- Alexis-Louis-Marie de Lespinay

## Chambre des députés des départements— Seconde Restauration (1815-1830)

### Irelégislature(1815–1816)
| Nom                                                        | Circonscription        | Date d'élection complémentaireRaison | Date de fin de mandat anticipéeRaison | Étiquette/Parti             |
| ---------------------------------------------------------- | ---------------------- | ------------------------------------ | ------------------------------------- | --------------------------- |
| Augustin Moïse Auvynet (1771-1853)                         | Collège de département |                                      |                                       | Minorité (royaliste modéré) |
| Benjamin-François Dufougerais la Douespe (1766-1821)       | Collège de département |                                      |                                       | Majorité ministérielle      |
| Joseph Alexis Robert de La Salle de Lézardière (1765-1858) | Collège de département |                                      |                                       | Majorité ministérielle      |

### IIelégislature(1816-1823)
| Nom                                                     | Circonscription            | Date d'élection complémentaireRaison | Date de fin de mandat anticipéeRaison | Étiquette/Parti              |
| ------------------------------------------------------- | -------------------------- | ------------------------------------ | ------------------------------------- | ---------------------------- |
| Félix Marchegay de Lousigny (1776-1853)                 | Grand collège de la Vendée | 13 novembre 1820                     |                                       | Opposition libérale          |
| Jacques Antoine Manuel (1775-1827)                      | Grand collège de la Vendée | 26 octobre 1818                      |                                       | Gauche                       |
| Jacques Antoine Manuel (1775-1827)                      | 3e (Les Sables-d'Olonne)   | 13 novembre 1822                     |                                       | Gauche                       |
| Louis Perreau du Magné (1775-1838)                      | Grand collège de la Vendée | 20 octobre 1818                      |                                       | Gauche                       |
| Madeleine Hyacinthe Claude Tendron de Vassé (1773-1848) | 2e (Fontenay-le-Comte)     | 17 avril 1823                        |                                       | Majorité ministérielle       |
| Jean-Pierre Louis David (né en 1773)                    | Collège de département     | 17 mars 1821                         | 1822                                  | Opposition constitutionnelle |
| Charles Pascal Joffrion (1770-1849)                     | Collège de département     | 20 novembre 1822                     |                                       | Majorité ministérielle       |
| Amédée-François-Paul de Béjarry (177-1844)              | Collège de département     | 4 octobre 1816                       |                                       | Ultras                       |
| Benjamin-François Dufougerais la Douespe (1766-1821)    | Collège du département     | 4 octobre 1816                       |                                       | Majorité ministérielle       |
| Charles-Henri de La Roche-Saint-André (1765-1836)       | 1re (Bourbon-Vendée)       | 13 novembre 1822                     |                                       | Extrême droite               |
| Charles Sapinaud de La Rairie (1760-1829)               | Grand collège de la Vendée | 20 novembre 1822                     |                                       | Majorité ministérielle       |
| Philippe-René Esgonnière du Thibeuf (1755-1838)         | Collège de département     | 20 octobre 1818                      |                                       | Gauche                       |

### IIIelégislature(1824-1827)
| Nom                                                                            | Circonscription          | Date d'élection complémentaireRaison | Date de fin de mandat anticipéeRaison | Étiquette/Parti        |
| ------------------------------------------------------------------------------ | ------------------------ | ------------------------------------ | ------------------------------------- | ---------------------- |
| Eutrope Benjamin Charles Athanase Robert de La Salle de Lézardière (1777-1866) | 3e (Les Sables-d'Olonne) |                                      |                                       | Groupe constitutionnel |
| Madeleine Hyacinthe Claude Tendron de Vassé (1773-1848)                        | 2e (Fontenay-le-Comte)   |                                      |                                       | Majorité ministérielle |
| Charles Pascal Joffrion (1770-1849)                                            |                          |                                      |                                       | Majorité ministérielle |
| Charles-Henri de La Roche-Saint-André (1765-1836)                              | 1re (Bourbon-Vendée)     |                                      |                                       | Extrême droite         |

### IVelégislature(1827-1830)
| Nom                                                 | Circonscription            | Date d'élection complémentaireRaison | Date de fin de mandat anticipéeRaison | Étiquette/Parti        |
| --------------------------------------------------- | -------------------------- | ------------------------------------ | ------------------------------------- | ---------------------- |
| Félix Marchegay de Lousigny (1776-1853)             | Grand collège de la Vendée |                                      |                                       | Opposition libérale    |
| Augustin Prudent de Chabot-Duparc (1776-1849)       | Collège de département     |                                      |                                       | Droite                 |
| Auguste Hilarion de Kératry (1769-1859)             | 3e (Les Sables-d'Olonne)   |                                      |                                       | Opposition libérale    |
| François Léon Boscal de Réals de Mornac (1783-1858) | 1re (Bourbon-Vendée)       |                                      |                                       | Majorité ministérielle |

### Velégislature(23 juin 1830-28 juillet 1830)
| Nom                                                        | Circonscription            | Date d'élection complémentaireRaison | Date de fin de mandat anticipéeRaison | Étiquette/Parti        |
| ---------------------------------------------------------- | -------------------------- | ------------------------------------ | ------------------------------------- | ---------------------- |
| Louis Victor de Ladouespe (né en 1779)                     | 1re (Bourbon-Vendée)       |                                      |                                       | Majorité ministérielle |
| Nicolas Auguste Marie Rousseau de Saint-Aignan (1770-1858) | Grand collège de la Vendée | 3 juillet 1830                       |                                       | Gauche                 |
| Auguste Hilarion de Kératry (1769-1859)                    | 3e (Les Sables-d'Olonne)   |                                      |                                       | Opposition libérale    |
| Jacques Gabriel du Chaffault (1769-1849)                   | Collège de département     | 3 juillet 1830                       |                                       |                        |

## Chambre des députés (Monarchie de Juillet)

### IreLégislature(1830-1831)
- Louis Victor de Ladouespe
- Auguste de Saint-Aignan
- Auguste Hilarion de Kératry
- Jacques Gabriel du Chaffault
- Pierre Louis Antoine Laval

### IIeLégislature(1831-1834)
- Sébastien Luneau
- Émile-Armand Chaigneau
- Félix Marchegay démissionne en 1832, remplacé par François-André Isambert (1792-1857)
- Louis Perreau du Magné
- Jacques Gabriel du Chaffault

### IIIeLégislature(1834-1837)
- Sébastien Luneau
- Émile-Armand Chaigneau
- François-André Isambert (1792-1857)
- Jacques Gabriel du Chaffault

### IVeLégislature(1837-1839)
- Christophe Alexis Adrien de Jussieu invalidé, remplacé par François Adolphe Chambolle
- Sébastien Luneau
- Marcellin Guyet-Desfontaines
- Émile-Armand Chaigneau
- François-André Isambert (1792-1857)

### VeLégislature(1839-1842)
- François Adolphe Chambolle
- Sébastien Luneau
- Marcellin Guyet-Desfontaines
- Émile-Armand Chaigneau
- François-André Isambert (1792-1857)

### VIeLégislature(1842-1846)
- François Adolphe Chambolle
- Émile-Armand Chaigneau démissionne en 1844, remplacé par Léonidas Baron
- Sébastien Luneau
- Marcellin Guyet-Desfontaines
- François-André Isambert (1792-1857)

### VIIeLégislature(17/08/1846-24/02/1848)
- François Adolphe Chambolle
- Léonidas Baron
- Sébastien Luneau
- Marcellin Guyet-Desfontaines
- François-André Isambert (1792-1857)

## IIeRépublique
Élections au suffrage universel masculin à partir de 1848

### Assemblée nationale constituante (1848-1849)
- Émile Rouillé
- Charles Louis de Tinguy
- Henri Victor de L'Espinay
- Théodore Mareau
- Ernest Grelier du Fougeroux
- Henri Parenteau
- Sébastien Luneau
- Robert Constant Bouhier de L'Écluse
- Guy Henri Modeste de Fontaine

### Assemblée nationale législative (1849-1851)
- Émile Rouillé
- Charles Louis de Tinguy
- Henri Victor de L'Espinay
- Théodore Mareau
- Alfred Dufougerais
- Ernest Grelier du Fougeroux
- Robert Constant Bouhier de L'Écluse
- Guy Henri Modeste de Fontaine

## Second Empire

### Irelégislature(1852-1857)
- Alfred Le Roux
- Hélie de Saint-Hermine
- Robert Constant Bouhier de L'Écluse déclaré démissionnaire d'office en 1853, remplacé par Eugène Casimir Lebreton

### IIelégislature(1857-1863)
- Alfred Le Roux
- Hélie de Saint-Hermine
- Eugène Casimir Lebreton

### IIIelégislature(1863-1869)
- Olivier de La Poëze
- Alfred Le Roux
- Hélie de Saint-Hermine

### IVelégislature(1869-1870)
- Hélie de Saint-Hermine invalidé, remplacé en 1870 par Arthur Alquier
- Olivier de La Poëze
- Alfred Le Roux

## Assemblée nationale— Troisième République (1871-1875)
| Nom                                           | Département | Date d'élection complémentaireRaison | Date de fin de mandat anticipéeRaison | Étiquette/Parti   |
| --------------------------------------------- | ----------- | ------------------------------------ | ------------------------------------- | ----------------- |
| Émile Jacques Amand Beaussire (1824-1889)     | Vendée      |                                      |                                       | Centre gauche     |
| Paul Antoine Bourgeois (1827-1912)            | Vendée      |                                      |                                       | Union des Droites |
| Eugène-Pierre de Fontaine (1825-1886)         | Vendée      |                                      |                                       | Union des Droites |
| Alfred Giraud (1827-1880)                     | Vendée      |                                      |                                       | Union des Droites |
| Louis Godet de La Ribouillerie (1828-1900)    | Vendée      |                                      |                                       | Centre droit      |
| Édouard Morisson de La Bassetière (1825-1885) | Vendée      |                                      |                                       | Extrême droite    |
| Henri Levesque de Puiberneau (1811-1890)      | Vendée      |                                      |                                       | Union des Droites |
| Marie Edouard Benjamin Vandier (1835-1878)    | Vendée      |                                      |                                       | Centre droit      |

## IIIeRépublique

### Irelégislature(1876-1877)
- Armand Léon de Baudry d'Asson
- Léon Bienvenu (homme politique)
- Paul Antoine Bourgeois
- Charles Jenty
- Édouard Morisson de La Bassetière
- Émile Beaussire

### IIelégislature(1877-1881)
- Armand Léon de Baudry d'Asson
- Léon Bienvenu (homme politique)
- Paul Antoine Bourgeois
- Henri Levesque de Puiberneau invalidé en 1878, remplacé par Charles Jenty
- Édouard Morisson de La Bassetière
- Alfred Le Roux invalidé en 1878, remplacé par Émile Beaussire

### IIIelégislature(1881-1885)
- Paul Le Roux
- Adolphe Maynard de la Claye
- Armand Léon de Baudry d'Asson
- Léon Bienvenu (homme politique)
- Paul Antoine Bourgeois
- Édouard Morisson de La Bassetière

### IVelégislature(1885-1889)
- Louis Morisson de La Bassetière
- Paul Le Roux
- Gaston Sabouraud
- Adolphe Maynard de la Claye
- Armand Léon de Baudry d'Asson
- Louis Godet de La Ribouillerie
- Paul Antoine Bourgeois

### Velégislature(1889-1893)
- Les Sables-d'Olonne-1 : Louis Morisson de La Bassetière, Monarchiste
- Fontenay-le-Comte-1 : Gaston Sabouraud, Monarchiste, invalidé en 1890, remplacé par Gaston Guillemet, Républicain
- Fontenay-le-Comte-2 : Paul Le Roux, Bonapartiste
- La Roche-sur-Yon-1 : Aristide Batiot, Républicain
- Les Sables-d'Olonne-2 : Armand Léon de Baudry d'Asson, Monarchiste
- La Roche-sur-Yon-2 : Paul Antoine Bourgeois, Monarchiste

Source : journal Le Temps du 24 septembre et du 8 octobre 1889 sur Gallica,.

### VIelégislature(1893-1898)
- La Roche-sur-Yon-1 : Aristide Batiot, Républicain, décédé en 1895, remplacé par Louis Marchegay, Républicain
- Fontenay-le-Comte-1 :  Gaston Guillemet, Républicain
- Les Sables-d'Olonne-1 : Georges Batiot, Républicain
- Les Sables-d'Olonne-2 : Armand Léon de Baudry d'Asson, Conservateur
- Fontenay-le-Comte-2 : Prosper Deshayes, Républicain
- La Roche-sur-Yon-2 : Paul Antoine Bourgeois, Conservateur

Source : journal Le Temps du 22 août et du 5 septembre 1893 sur Gallica,.

### VIIelégislature(1898-1902)
- Les Sables-d'Olonne-1 : Jean-Fernand Gautret, Républicain
- La Roche-sur-Yon-1 : Zénobe Alexis de Lespinay, Monarchiste
- Fontenay-le-Comte-1 : Gaston Guillemet, Républicain
- Les Sables-d'Olonne-2 : Armand Léon de Baudry d'Asson, Monarchiste
- Fontenay-le-Comte-2 : Prosper Deshayes, Républicain
- La Roche-sur-Yon-2 : Paul Antoine Bourgeois, Monarchiste

Source : journal Le Temps du 10 mai et du 24 mai 1898 sur Gallica,.

### VIIIelégislature(1902-1906)
- Les Sables-d'Olonne-1 : Georges de La Rochethulon, Nationaliste (Action libérale)
- Fontenay-le-Comte-1 : Raymond de Fontaines, Nationaliste (Action libérale)
- La Roche-sur-Yon-1 : Alexis de Lespinay, Conservateur
- Les Sables-d'Olonne-2 : Armand Léon de Baudry d'Asson, Nationaliste (Groupe Défense nationale)
- Fontenay-le-Comte-2 : Prosper Deshayes, Républicain ministériel
- La Roche-sur-Yon-2 : Paul Antoine Bourgeois, Conservateur

Source : journal Le Temps du 29 avril et du 13 mai 1902 sur Gallica,.

### IXelégislature(1906-1910)
- La Roche-sur-Yon-1 : Zénobe Alexis de Lespinay, Conservateur, décédé le 1er juillet 1906, remplacé par Daniel Lacombe, Gauche radicale, élu le 29 juillet 1906
- Fontenay-le-Comte-1 : Raymond de Fontaines, Action libérale
- Les Sables-d'Olonne-1 : Joseph Chailley-Bert, Républicain (Union démocratique)
- Fontenay-le-Comte-2 : Gaston Guillemet, Républicain (Gauche démocratique)
- La Roche-sur-Yon-2 : Henri de Lavrignais, non-inscrit (Monarchiste)
- Les Sables-d'Olonne-2 : Armand Léon de Baudry d'Asson, non-inscrit (Conservateur)

Sources : Journal Le Temps du 6 et du 22 mai 1906 sur Gallica - ,.

### Xelégislature(1910-1914)
- La Roche-sur-Yon-1 : Daniel Lacombe, Gauche radicale
- Fontenay-le-Comte-1 : Georges Veillat, Gauche démocratique
- Fontenay-le-Comte-2 : Amans Adrien Périer, Radical socialiste
- Les Sables-d'Olonne-1 : Joseph Chailley-Bert, Gauche démocratique
- La Roche-sur-Yon-2 : Henri de Lavrignais, Droites
- Les Sables-d'Olonne-2 : Armand Léon de Baudry d'Asson, Droites

Sources : Journal Le Temps du 24 avril et du 8 mai 1910 sur Gallica - ,.

### XIelégislature(1914-1919)
- La Roche-sur-Yon-1 : Victor Rochereau, Action libérale
- Les Sables-d'Olonne-1 : Raoul Pacaud, Gauche radicale
- Les Sables-d'Olonne-2 : Armand Charles de Baudry d'Asson, Droites
- Fontenay-le-Comte-1 : Raymond de Fontaines, non-inscrit (Libéral)
- Fontenay-le-Comte-2 : Amans Adrien Périer, Radical socialiste
- La Roche-sur-Yon-2 : Henri de Lavrignais, Droites

Sources : Journal Le Temps du 28 avril et du 12 mai 1914 sur Gallica - ,.

### XIIelégislature(1919-1924)
Les élections législatives de 1919 furent organisées au scrutin proportionnel de liste. Elles marquèrent au niveau national la victoire du "Bloc national" de centre-droit.
Liste d'Union nationale
- Victor Rochereau, Indépendants de droite (Action libérale populaire)
- Louis Bazire, Entente républicaine démocratique (Républicain libéral), décédé le 19 décembre 1923, non remplacé
- Jean de Tinguy du Pouët, Entente républicaine démocratique (Républicain progressiste)
- Armand Charles de Baudry d'Asson, Indépendants de droite (Conservateur)
- Raymond de Fontaines, Indépendants de droite, élu sénateur en 1923, non remplacé
- Jean de Bermond d'Auriac, Indépendants de droite (Conservateur)

Source : Barodet sur le site de l'Assemblée Nationale - https://bibnum.sciencespo.fr/s/catalogue/ark:/46513/sc16m2kz#?c=&m=&s=&cv=

### XIIIelégislature(1924-1928)
Les élections législatives de 1924 furent organisées au scrutin proportionnel de liste. Elles marquèrent au niveau national national la victoire du "Cartel des gauches".
Liste du Cartel vendéen d'Union Nationale
- Victor Rochereau, Non-inscrit (Indépendant), Conseiller d'arrondissement
- Jean de Tinguy du Pouët, Union républicaine démocratique, Maire de Saint-Michel-Mont-Mercure
- Anatole Biré, Non-inscrit (Conservateur), Avocat
- Armand Charles de Baudry d'Asson, Non-inscrit (Conservateur), Conseiller général, maire de La Garnache, élu sénateur en 1927, non remplacé
- Émile de Kervenoaël, Non-inscrit (Conservateur), Conseiller général, maire de La Verrie
- Henri Colins, Non-inscrit (Républicain libéral), Conseiller général, maire du Château-d'Olonne

Source : Barodet sur le site de l'Assemblée Nationale - https://bibnum.sciencespo.fr/s/catalogue/ark:/46513/sc16m1m0#?c=&m=&s=&cv=

### XIVelégislature(1928-1932)
Les élections législatives furent au scrutin d'arrondissement majoritaire à deux tours de 1928 à 1936.
- La Roche-sur-Yon-1 : Victor Rochereau, Indépendant (Droite)
- Les Sables-d'Olonne-2 : Charles Gallet, Démocrate Populaire
- Fontenay-le-Comte-1 : Jean de Tinguy du Pouët, Union républicaine démocratique
- La Roche-sur-Yon-2 : Auguste Durand, Démocrate Populaire
- Les Sables-d'Olonne-1 : Raoul Pacaud, Gauche radicale, décédé le 30 mars 1932, non remplacé
- Fontenay-le-Comte-2 : René Parenteau, Républicain de gauche (modéré)

Source : Élections législatives 22-29 avril 1928 de Georges Lachapelle - https://gallica.bnf.fr/ark:/12148/bpt6k320439r.texteImage#

### XVelégislature(1932-1936)
- La Roche-sur-Yon-1 : Victor Rochereau, Fédération républicaine
- Les Sables-d'Olonne-1 : Louis Aubert, Gauche radicale
- Les Sables-d'Olonne-2 : Charles Gallet, Démocrate Populaire
- Fontenay-le-Comte-1 : Jean de Tinguy du Pouët, Républicain et social
- La Roche-sur-Yon-2 : Auguste Durand, Démocrate Populaire
- Fontenay-le-Comte-2 : Achille Daroux, Radical-socialiste

### XVIelégislature(1936-1940)
- Victor Rochereau
- François Boux de Casson
- Jean de Suzannet décédé en 1938, remplacé par Pierre de Chabot
- Louis Aubert (homme politique)
- Jean de Tinguy du Pouët
- Achille Daroux

## Assemblée constituante — Gouvernement provisoire de la République française (1944-1946)*

### Première assemblée constituante (1945-46)
Georges Gorse (SFIO)
Armand de Baudry d'Asson (PRL)
Hélène de Suzannet (PRL)
Charles Rousseau (PRL)
Henri Rochereau (PRL)

### Seconde assemblée constituante (1946)
Georges Gorse (SFIO)
Lionel de Tinguy du Pouët (MRP)
Louis Michaud (MRP)
Armand de Baudry d'Asson (PRL)
Charles Rousseau (PRL)

## Assemblée nationale— Quatrième République (1946-1958)

### Première législature (1946-51)
Georges Gorse (SFIO)
Lionel de Tinguy du Pouët (MRP)
Louis Michaud (MRP)
Armand de Baudry d'Asson (PRL)
Charles Rousseau (PRL)

### Deuxième législature (1951-56)
Louis Michaud (MRP)
Lionel de Tinguy du Pouët (MRP)
Armand de Baudry d'Asson (Républicain indépendant)
Antoine Guitton (Centre républicain d'action paysanne et sociale)
Charles Rousseau (RPF)

### Troisième législature (1956-58)
Louis Michaud (MRP)
Lionel de Tinguy du Pouët (MRP)
Armand de Baudry d'Asson (Indépendant et paysan d'action sociale)
Antoine Guitton (Indépendant et paysan d'action sociale)
Charles Rousseau (Indépendant et paysan d'action sociale)

## Assemblée nationale— Cinquième République (depuis 1958)
De 1958 à 1986, il y avait quatre circonscriptions.

### Première législature(1958-1962)
| Circ. | Nom Parti politique | Nom Parti politique                                         | Suppléant(e)    |
| ----- | ------------------- | ----------------------------------------------------------- | --------------- |
| 1re   |                     | Michel Crucis Centre national des indépendants et paysans   | Henri Girard    |
| 2e    |                     | Henri Caillemer Centre national des indépendants et paysans | René Tapon      |
| 3e    |                     | Louis Michaud Mouvement républicain populaire               | Pierre Farcy    |
| 4e    |                     | Antoine Guitton Centre national des indépendants et paysans | Rémy René-Bazin |

### Deuxième législature(1962-1967)
| Circ. | Nom Parti politique | Nom Parti politique                                       | Suppléant(e)    |
| ----- | ------------------- | --------------------------------------------------------- | --------------- |
| 1re   |                     | Lionel de Tinguy du Pouët Mouvement républicain populaire | Auguste Grit    |
| 2e    |                     | Marcel Bousseau Union pour la nouvelle République         | Louis Bordron   |
| 3e    |                     | Louis Michaud Mouvement républicain populaire             | Pierre Farcy    |
| 4e    |                     | Vincent Ansquer Union pour la nouvelle République         | Nello Cellerosi |

### Troisième législature(1967-1968)
| Circ. | Nom Parti politique | Nom Parti politique                                        | Suppléant(e)        |
| ----- | ------------------- | ---------------------------------------------------------- | ------------------- |
| 1re   |                     | Paul Caillaud Républicains indépendants                    | Georges Seguin      |
| 2e    |                     | Marcel Bousseau Union des démocrates pour la Ve République | Louis Bordron       |
| 3e    |                     | Pierre Mauger Union des démocrates pour la Ve République   | Jean-Jacques Viguié |
| 4e    |                     | Vincent Ansquer Union des démocrates pour la Ve République | Léon Darnis         |

### Quatrième législature(1968-1973)
| Circ. | Nom Parti politique | Nom Parti politique                                    | Suppléant(e)        |
| ----- | ------------------- | ------------------------------------------------------ | ------------------- |
| 1re   |                     | Paul Caillaud Républicains indépendants                | Georges Seguin      |
| 2e    |                     | Marcel Bousseau Union pour la défense de la République | Louis Bordron       |
| 3e    |                     | Pierre Mauger Union pour la défense de la République   | Jean-Jacques Viguié |
| 4e    |                     | Vincent Ansquer Union pour la défense de la République | Léon Darnis         |

### Cinquième législature(1973-1978)
| Circ. | Nom                                          | Parti | Parti                     | Groupe | Suppléant(e)        |
| ----- | -------------------------------------------- | ----- | ------------------------- | ------ | ------------------- |
| 1re   | Paul Caillaud                                |       | RI                        |        | Raymond Biteau      |
| 2e    | André Forens                                 |       | Divers droite (Gaulliste) | UC     | Léon Aimé           |
| 3e    | Pierre Mauger                                |       | UDR                       |        | Jean-Jacques Viguié |
| 4e    | Vincent Ansquer nommé membre du gouvernement |       | UDR                       |        | Léon Darnis         |
| 4e    | Léon Darnis du 29 juin 1974 au 2 avril 1978  |       | UDR                       |        | —                   |

### Sixième législature(1978-1981)
| Circ. | Nom Parti politique | Nom Parti politique                              | Suppléant(e)        |
| ----- | ------------------- | ------------------------------------------------ | ------------------- |
| 1re   |                     | Paul Caillaud UDF (Parti républicain)            | Jean-Luc Fonteneau  |
| 2e    |                     | André Forens UDF (Centre des démocrates sociaux) | Léon Aimé           |
| 3e    |                     | Pierre Mauger Rassemblement pour la République   | Jean-Jacques Viguié |
| 4e    |                     | Vincent Ansquer Rassemblement pour la République | Léon Darnis         |

### Septième législature(1981-1986)
| Circ. | Nom Parti politique | Nom Parti politique                              | Suppléant(e)        |
| ----- | ------------------- | ------------------------------------------------ | ------------------- |
| 1re   |                     | Philippe Mestre UDF (Adhérents directs)          | Paul Caillaud       |
| 2e    |                     | Pierre Métais Parti socialiste                   | Philippe Chauvin    |
| 3e    |                     | Pierre Mauger Rassemblement pour la République   | Jean-Jacques Viguié |
| 4e    |                     | Vincent Ansquer Rassemblement pour la République | Jacques de Villiers |

### Huitième législature(1986-1988)
Scrutin de liste. Pas de circonscriptions, ni de suppléants.
| Député élu                                |  | Parti    |
| ----------------------------------------- |  | -------- |
| Vincent Ansquer décédé en 1987            |  | RPR      |
| Philippe de Villiers (remplace V.Ansquer) |  | UDF      |
| Philippe Mestre                           |  | UDF (AD) |
| Pierre Mauger                             |  | RPR      |
| Pierre Métais                             |  | PS       |
| Philippe Puaud                            |  | PS       |

Philippe de Villiers, suivant de liste, est devenu député en 1987 après le décès de Vincent Ansquer.

### IXelégislature(1988-1993)
| Circ. | Nom                  | Parti | Parti    | Suppléant(e)     |
| ----- | -------------------- | ----- | -------- | ---------------- |
| 1re   | Jean-Luc Préel       |       | UDF (AD) | Paul Bazin       |
| 2e    | Philippe Mestre      |       | UDF (AD) | Léon Aimé        |
| 3e    | Pierre Mauger        |       | RPR      | Jean Rousseau    |
| 4e    | Philippe de Villiers |       | UDF (PR) | Bruno Retailleau |
| 5e    | Pierre Métais        |       | PS       | Bernard Vignaux  |

### Xelégislature(1993-1997)
| Circ. | Nom                  | Parti | Parti    | Suppléant(e)      |
| ----- | -------------------- | ----- | -------- | ----------------- |
| 1re   | Jean-Luc Préel       |       | UDF (AD) | Louis Ducept      |
| 2e    | Philippe Mestre      |       | UDF (AD) | Léon Aimé         |
| 3e    | Louis Guédon         |       | RPR      | Jean Crochet      |
| 4e    | Philippe de Villiers |       | UDF (PR) | Bruno Retailleau  |
| 5e    | Joël Sarlot          |       | UDF (PR) | Maryvonne Blohorn |

Bruno Retailleau remplaça Philippe de Villiers, démissionnaire, élu au Parlement Européen, du 27 novembre 1994 au 21 avril 1997.

### XIelégislature(1997-2002)
| Circ. | Nom                  | Parti | Parti    | Suppléant(e)      |
| ----- | -------------------- | ----- | -------- | ----------------- |
| 1re   | Jean-Luc Préel       |       | UDF (AD) | Didier Mandelli   |
| 2e    | Dominique Caillaud   |       | LDI      | Gérard Villette   |
| 3e    | Louis Guédon         |       | RPR      | Jean Crochet      |
| 4e    | Philippe de Villiers |       | MPF      |                   |
| 5e    | Joël Sarlot          |       | UDF (PR) | Antoine Priouzeau |

### XIIelégislature(2002-2007)
| Circ. | Nom                              | Parti | Parti         | Groupe       | Suppléant(e)      |
| ----- | -------------------------------- | ----- | ------------- | ------------ | ----------------- |
| 1re   | Jean-Luc Préel                   |       | UDF           | UDF          | Lise Prudent      |
| 2e    | Dominique Caillaud               |       | Divers droite | UMP          | Danielle Loko     |
| 3e    | Louis Guédon                     |       | UMP           | UMP          | Patrick Nayl      |
| 4e    | Philippe de Villiers (2002-2004) |       | MPF           | Non-inscrits | Bruno Retailleau  |
| 4e    | Véronique Besse (2004-2007)      |       | MPF           | Non-inscrits |                   |
| 5e    | Joël Sarlot                      |       | DL puis UMP   | UMP          | Antoine Priouzeau |

Philippe de Villiers démissionne en 2004 pour siéger au Parlement Européen.

### XIIIelégislature(2007-2012)
| Circ. | Nom                                           | Parti                                  | Parti                                  | Groupe                                 | Autres mandats                                                                    | Suppléant(e)    |
| ----- | --------------------------------------------- | -------------------------------------- | -------------------------------------- | -------------------------------------- | --------------------------------------------------------------------------------- | --------------- |
| 1re   | Jean-Luc Préel                                |                                        | NC                                     | NC                                     |                                                                                   | Lise Prudent    |
| 2e    | Dominique Caillaud                            |                                        | UMP                                    | UMP                                    |                                                                                   | Danielle Loko   |
| 3e    | Louis Guédon                                  |                                        | UMP                                    | UMP                                    | Maire des Sables-d’Olonne Président de la Communauté de communes des Olonnes      | Patrick Nayl    |
| 4e    | Véronique Besse                               |                                        | MPF                                    | Non-inscrits                           | Vice-présidente du conseil général de la Vendée Conseillère générale des Herbiers | Antoine Chéreau |
| 5e    | Vacant (20 juin 2007 au 13 avril 2008)        | Vacant (20 juin 2007 au 13 avril 2008) | Vacant (20 juin 2007 au 13 avril 2008) | Vacant (20 juin 2007 au 13 avril 2008) | Vacant (20 juin 2007 au 13 avril 2008)                                            |                 |
| 5e    | Dominique Souchet (à partir du 13 avril 2008) |                                        | MPF                                    | Non-inscrits                           | Vice-présidente du conseil général de la Vendée Conseiller général de Luçon       |                 |

### XIVelégislature(2012-2017)
| Circ. | Nom Parti politique | Nom Parti politique                      | Groupe       | Autres mandats                              | Suppléant(e)        |
| ----- | ------------------- | ---------------------------------------- | ------------ | ------------------------------------------- | ------------------- |
| 1re   |                     | Alain Lebœuf Divers droite               | UMP          | Conseiller général (Aizenay)                | Serge Rondeau       |
| 2e    |                     | Sylviane Bulteau Parti socialiste        | SRC          | Conseillère générale (La Roche-sur-Yon—Sud) | Stéphane Ibarra     |
| 3e    |                     | Yannick Moreau Divers droite             | UMP          | Maire (Olonne-sur-Mer)                      | Marietta Trichet    |
| 4e    |                     | Véronique Besse Mouvement pour la France | Non-inscrits | Conseillère générale (Les Herbiers)         | Jean-Pierre Lemaire |
| 5e    |                     | Hugues Fourage Parti socialiste          | SRC          | Maire (Fontenay-le-Comte)                   | Daniel Ringeard     |

### XVelégislature(2017-2022)
| Circ. | Nom Parti politique | Nom Parti politique                                              | Autres mandats                               | Suppléant(e)       |
| ----- | ------------------- | ---------------------------------------------------------------- | -------------------------------------------- | ------------------ |
| 1re   |                     | Philippe Latombe Mouvement démocrate                             |                                              | Alexandre Huvet    |
| 2e    |                     | Patricia Gallerneau (2017-2019) Mouvement démocrate              | Conseillère régionale                        | Patrick Loiseau    |
| 2e    |                     | Patrick Loiseau (2019-2022) Non-inscrit puis Mouvement démocrate |                                              | —                  |
| 3e    |                     | Stéphane Buchou La République en marche                          | Conseiller municipal (Notre-Dame-de-Monts)   | Claire Legrand     |
| 4e    |                     | Martine Leguille-Balloy La République en marche                  |                                              | Frédéric Gaborieau |
| 5e    |                     | Pierre Henriet La République en marche                           | Conseiller municipal (Saint-Pierre-le-Vieux) | Sandra Cappi       |

### XVIelégislature(2022-2024)
| Circ. | Député           | Parti | Parti        | Autres mandats                                                                  | Suppléant(e)      |
| ----- | ---------------- | ----- | ------------ | ------------------------------------------------------------------------------- | ----------------- |
| 1re   | Philippe Latombe |       | MoDem        |                                                                                 | Maximilien Schnel |
| 2e    | Béatrice Bellamy |       | HOR          | Conseillère municipale de La Roche-sur-Yon                                      | Philippe Cayeux   |
| 3e    | Stéphane Buchou  |       | RE           |                                                                                 | Orlane Rozo-Lucas |
| 4e    | Véronique Besse  |       | Non-inscrite | Maire des Herbiers Présidente de la communauté de communes du Pays des Herbiers | Éric Hervouet     |
| 5e    | Pierre Henriet   |       | RE           |                                                                                 | Magalie Grolleau  |

### XVIIelégislature(2024-)
| Circ. | Député           | Parti | Parti        | Autres mandats                                                                  | Suppléant(e)      |
| ----- | ---------------- | ----- | ------------ | ------------------------------------------------------------------------------- | ----------------- |
| 1re   | Philippe Latombe |       | MoDem        |                                                                                 | Clément Nauleau   |
| 2e    | Béatrice Bellamy |       | HOR          | Conseillère municipale de La Roche-sur-Yon                                      | Dominique Paillat |
| 3e    | Stéphane Buchou  |       | RE           |                                                                                 | Orlane Rozo-Lucas |
| 4e    | Véronique Besse  |       | Non-inscrite | Maire des Herbiers Présidente de la communauté de communes du Pays des Herbiers | Éric Hervouet     |
| 5e    | Pierre Henriet   |       | HOR          |                                                                                 | Magalie Jadaud    |